# Telemann-Museum

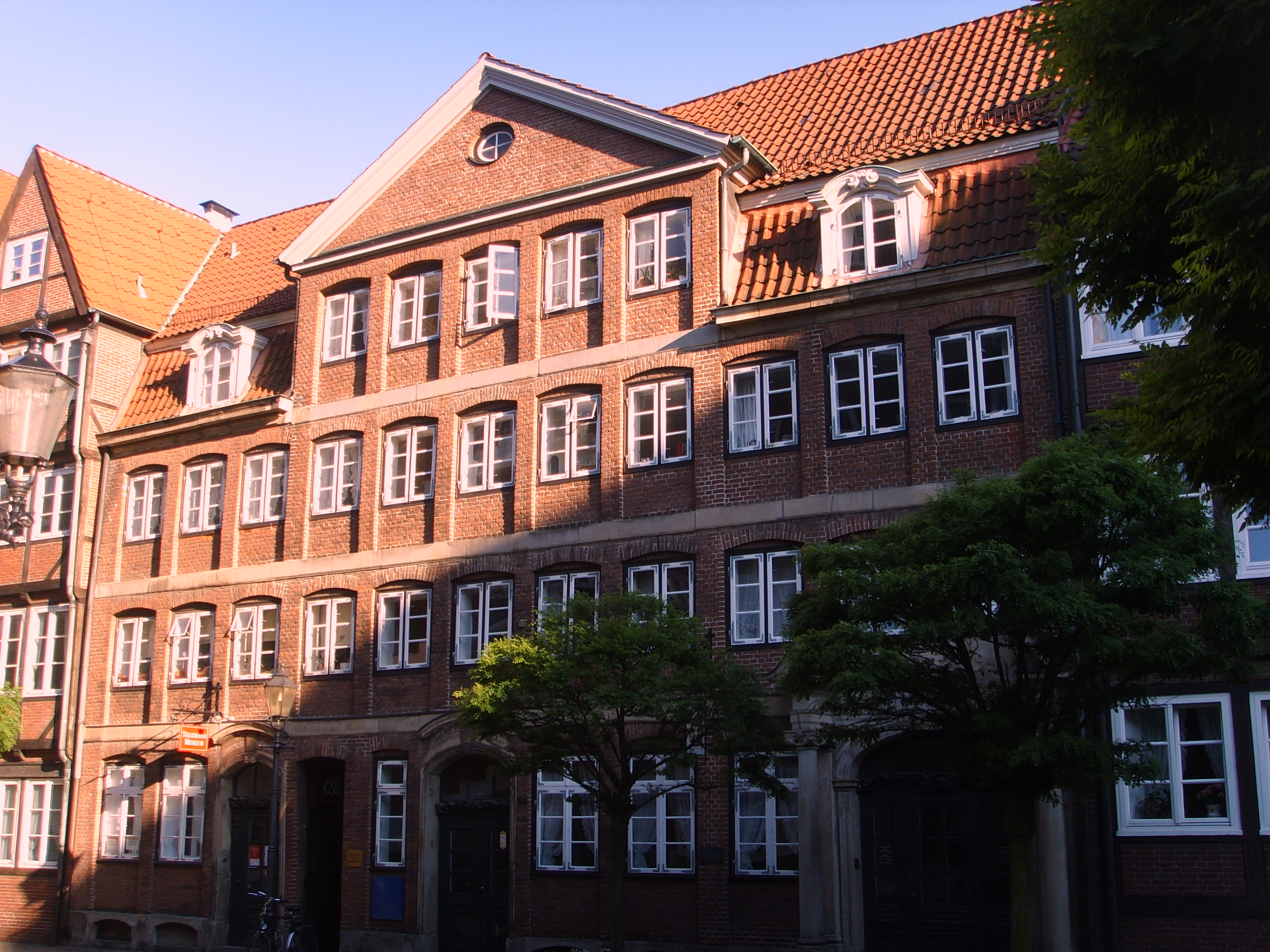
Telemann-Museum am alten Standort

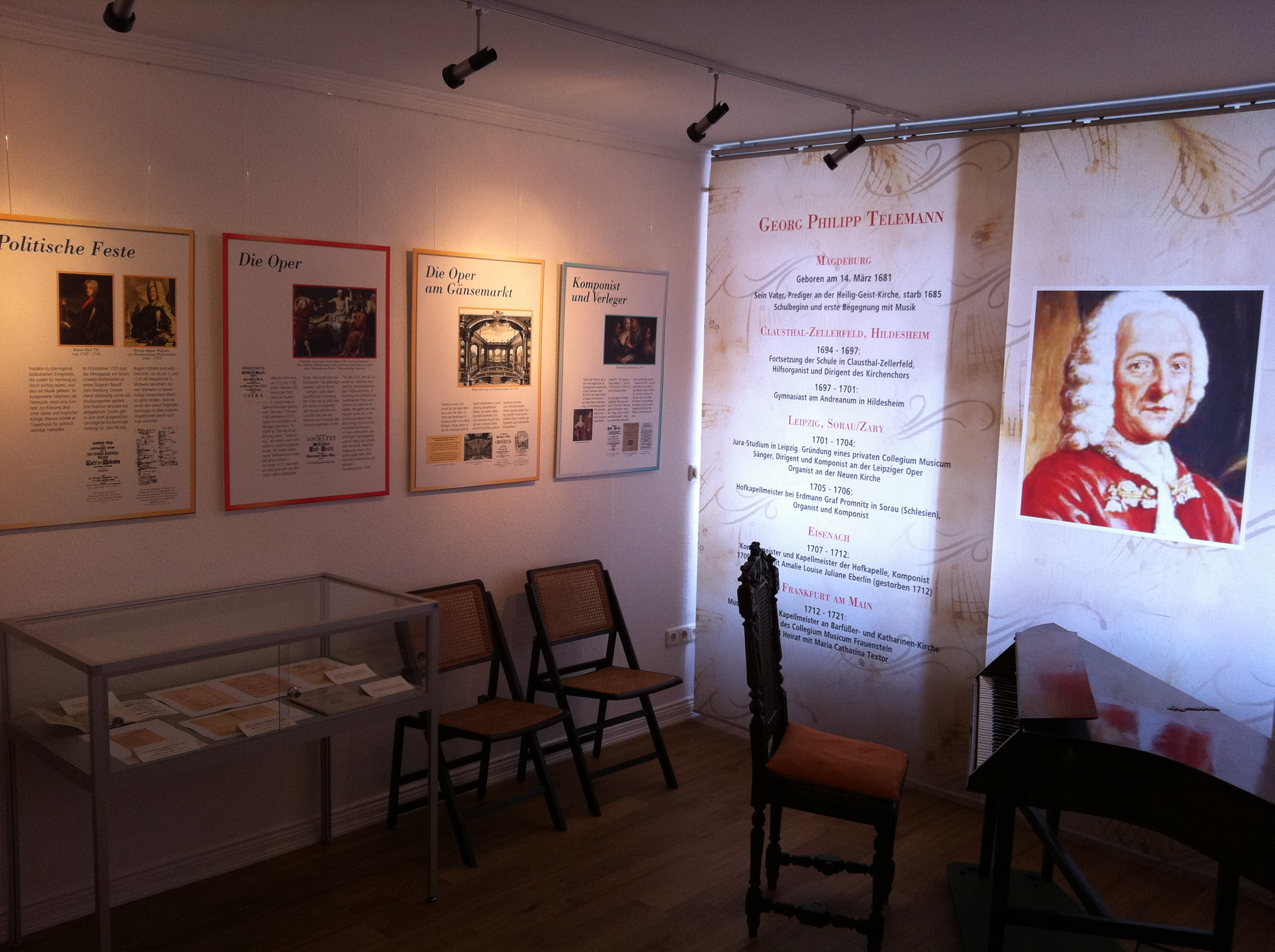
Innenansicht vor dem Umzug

Das Telemann-Museum wurde im Mai 2011 von der Hamburger Telemann-Gesellschaft e.V. als weltweit erstes Museum über den Komponisten Georg Philipp Telemann eröffnet.

## Ziele und Ausstellungsprogramm
Das überwiegend privat finanzierte Telemann-Museum hatte zunächst seinen Platz in der Hamburger Peterstraße 39 und informierte auf 13 großformatigen Tafeln und mit weiteren Exponaten über Leben und Werk Georg Philipp Telemanns. Telemann hatte selbst keine Verbindung zu dem Haus aus dem 18. Jahrhundert in der Hamburger Peterstraße, war aber in der Nähe in der Hamburger St.-Michaelis-Kirche und für die übrigen vier Hauptkirchen als Director Musices tätig.

## Umzug aufgrund Gründung des Komponistenquartiers
Im Jahre 2013 begannen Planungen für ein sogenanntes „Komponistenquartier“ in der Hamburger Peterstraße 28 (Sitz; die Museen sind Peterstraße 31–39), initiiert von der Carl-Toepfer-Stiftung und in Hamburg ansässigen Komponisten-Gesellschaften. Zu den dort schon vorhandenen Museen für Johannes Brahms und Georg Philipp Telemann sind weitere Komponisten-Museen, u. a. für Carl Philipp Emanuel Bach und Johann Adolf Hasse hinzugekommen. Die Eröffnung der Museen in neu gestalteten und vergrößerten Räumen für Georg Philipp Telemann, Carl Philipp Emanuel Bach und Johann Adolf Hasse fand im März 2015 statt.

## Inhalt und Ausstellung
46 Jahre, mehr als die Hälfte seines Lebens, prägte und organisierte der in Magdeburg geborene Telemann das Musikleben in der Hansestadt Hamburg. Neben seinen Pflichten für die Kirchenmusik war er auch 15 Jahre lang als künstlerischer Leiter und Opernkomponist an der Hamburger Gänsemarktoper tätig. Überdies komponierte er zahlreiche Instrumental- und Vokalwerke im Auftrag der Stadt für festliche Anlässe. Hinzu kamen eine Fülle an Kompositionen für große und kleine Besetzungen, mit denen das Bürgertum mehr und mehr in die Musikwelt eingebunden wurde.
Die Ausstellung im Museum konzentriert sich auf Telemanns Jahre in Hamburg. Ein erster Schwerpunkt ist sein Kirchenmusik-Schaffen, ein zweiter ist seiner Operntätigkeit gewidmet und ein dritter befasst sich mit seiner Rolle im öffentlichen Musikleben.
In drei Vitrinen sind einige Originaldokumente, u. a. der handschriftliche Text der Einweihungskantate Zerschmettert die Götzen der Nienstedtener Kirche 1751, deren Uraufführung Telemann selbst leitete, und ein originales Textbuch des Oratoriums zur Einweihung der neuen St.-Michaelis-Kirche im Jahre 1762, zu dem Telemann die Musik schrieb, zu sehen. Das von Telemann herausgegebene Allgemein-Evangelische Liederbuch von 1730 ist in originaler Handschrift des 18. Jahrhunderts eine weitere wertvolle Archivalie. Ein Spinett des Instrumentenbauers Thomas Hitchcock aus dem Jahr 1730, ein Geschenk aus der Sammlung von Andreas E. Beurmann, ist im Zentrum des Raumes aufgestellt.
Das Museum beherbergt auch die seit 1958 zusammengetragene Bibliothek mit Büchern über Telemann und die Musikkultur Hamburgs im 18. Jahrhundert.

### Eindrücke
|  |  |

|  |  |

## Telemann-Stiftung
Die Telemann-Stiftung wurde im Jahr 2013 errichtet, um dauerhaft und ausschließlich das Hamburger Telemann-Museum zu fördern.
Vorstand: Erich Braun-Egidius (Vorsitzender), Marcus Buschka, Esther Hey, Mathias v. Marcard, François Maher Presley.